# Ортагус, Морган
Морган Динн Ортагус (англ. Morgan Deann Ortagus; род. 10 июля 1982) — американский государственный служащий, эксперт по борьбе с терроризмом, пресс-секретарь Государственного департамента США с 2019 года.

## Биография
Морган Динн Ортагус родилась 10 июля 1982 года в Оберндейле (Флорида).
В 2013 году окончила университет Джонса Хопкинса. В том же году вышла замуж за Джонатана Вайнбергера, который в 2006—2007 годах занимал должность исполнительного секретаря казначейства Соединенных Штатов.

### Карьера
Ортагус занимала ряд правительственных должностей, включая заместителя атташе казначейства и аналитика разведки в министерстве финансов США и сотрудника по связям с общественностью в USAID. Работала помощником по вопросам национальной безопасности на Fox News до её назначения представителем Госдепартамента.
В 2007 году — командировка в Багдад.
В 2010 году — командировка в Эр-Рияд.
3 апреля 2019 года принесла присягу при вступлении в должность пресс-атташе Госдепартамента.